# Растеризација
Растеризација је процес узимања слике описане у векторском графичком формату и претварања у растерску слику (низ пиксела, тачака или линија, који, када се приказују заједно, стварају слику која је представљена преко облика). Растеризована слика може се затим приказати на екрану рачунара, видео дисплеју или штампачу или сачувати у формату битмап датотеке. Растеризација се може односити на технику цртања 3Д модела или претварање 2Д примитива (попут полигона, линијских сегмената) у растеризовани формат. 

## Растеризација 3Д слика
Растеризација је једна од типичних техника приказивања 3Д модела. У поређењу са другим техникама приказивања, попут праћења зрачења, растеризација је изузетно брза и зато се користи у већини 3Д погона у реалном времену. Међутим, растеризација је једноставно поступак израчунавања пресликавања од геометрије сцене до пиксела и не прописује посебан начин израчунавања боје тих пиксела. Специфична боја сваког пиксела додијељена је сјенчењем (што је у модерним графичким процесорима потпуно програмабилно). Сјенчење се може заснивати на физичким законима, њиховим апроксимацијама или чисто умјетничким намјерама. 
Процес растеризације 3Д модела на 2Д раван за приказ на екрану рачунара често се врши хардвером фиксне функције (који се не може програмирати) унутар графичке проточне обраде. То је зато што не постоји мотивација за модификацију техника растеризације које се користе у времену исцртавања и систем посебне намјене омогућава високу ефикасност. 

### Троугаона растеризација
Уобичајена репрезентација дигиталних 3Д модела је полигонална. Прије растеризације, поједини полигони се рашчлањују на троуглове, па је типичан проблем који треба ријешити у 3Д растеризацији – троугаона растеризација. Својства, која се обично траже од алгоритама за троугаону растеризацију, да растеризују два сусједна троугла (тј. она која дијеле ивицу): 
1. не остављајући рупе (нерастеризоване пикселе) између троуглова, тако да је растеризовано подручје потпуно испуњено (баш као и површина сусједних троуглова). И
2. да ниједан пиксел није растеризован више од једном, тј. растеризовани троуглови се не преклапају. Ово ће гарантовати да резултат не зависи од редослиједа растеризовања троуглова. Прекорачење пиксела такође може значити губљење рачунарске снаге на пикселима који би били пребрисани.